# Mobilisation des policiers en colère
Mobilisation des policiers en colère est le nom d'une association française déposée par des policiers non syndiqués.

## Contexte
À la suite d'une attaque aux cocktails Molotov, des policiers sont gravement blessés le 8 octobre 2016 à Viry-Châtillon. Des policiers mécontents manifestent depuis mi-octobre 2016. Rodolphe Schwartz, un ancien adjoint de sécurité (ADS) au commissariat du 19e arrondissement de Paris, échoue plusieurs fois au concours de gardien de la paix mais se fait passer pour un porte-parole

## Historique
L'association est fondée par des policiers non-syndiqués dont Guillaume Lebeau, membre de la BAC de Gennevilliers, le 7 novembre 2016. En 2017, nationalement, cette structure s'appelle UNPI (Union nationale des policiers ondépendants). C'est un collectif d'une dizaine d'associations. En 2018, les leaders du mouvement des policiers en colère reçoivent une prime, au grand dam des syndicats.

## Financement
Les membres refusent toute subvention gouvernementale.

## Maggy Biskupski
Maggy Biskupski était une gardienne de la paix âgée de 36 ans. Elle était affectée à la Brigade anti-criminalité (BAC) des Yvelines. Selon Christophe Castaner « après l'épouvantable attaque de Viry-Chatillon, Maggy Biskupski s'était engagée pour porter la voix des Policiers en colère. »
C'est donc en tant que porte parole de cette association qu'elle a fait plusieurs apparitions médiatiques. Elle s'est suicidée avec son arme de service le 12 novembre 2018. On apprendra par la suite qu'elle était mêlée à une affaire de détournement de fonds au sein de l'association de policiers.

## Présidents
En 2019, Guillaume Lebeau est le président de l'association. En juin, Bilel B. est condamné par le tribunal correctionnel de Nanterre pour avoir menacé la famille du président.

## Vidéographie
- Infrarouge, « Police à bout de souffle », de Frédéric Ploquin et Julien Johan, 2019[11].